# ولادیمیر کانایکین
ولادیمیر کانایکین (روسی: Владимир Алексеевич Канайкин؛ زادهٔ ۲۱ مارس ۱۹۸۵) دونده پیاده‌روی سرعت اهل روسیه است.